# Куково
Куково (мкд. Куково) је насеље у Северној Македонији, у источном делу државе. Куково је у саставу општине Пробиштип.

## Географија
Куково је смештено у источном делу Северне Македоније. Од најближег града, Пробиштипа, насеље је удаљено 18 km југозападно.
Насеље Куково се налази у историјској области Злетово, на југозападном ободу Злетовске котлине. Западно од насеља издижу се брда планине Манговице. Надморска висина насеља је приближно 600 метара.
Месна клима је умерено континентална.

## Становништво
Куково је према последњем попису из 2002. године имало 18 становника.
Претежно становништво у насељу су етнички Македонци (100%).
Већинска вероисповест месног становништва је православље.